# Йожеф Данчо
Доктор Йожеф Данчо (угор. Dancsó József; 17 листопада 1969, Орошгаза) — угорський політик, член Парламенту від «Фідес» (1998-2014), член парламентського суду аудиторів, мер міста Орошгаза (2010–2014), Голова Державного казначейства Угорщини (лютий 2014 — грудень 2017).

## Політична кар'єра
Восени 1994 року приєднався до Орошгазького відділення партії «Фідес», і у тому ж році обраний її місцевим керівником. З 1996 по 1999 роки займав посаду заступника голови партії на окрузі Бекеш. У порядку розвитку організаційної структури Фідес — Угорський громадянський союз у 2003-2004 роках йому доручено очолювати Орошгазький виборчий округ (округ Бекеш VI).
На муніципальних виборах 11 грудня 1994 року обраний членом органу представників. На парламентських виборах 1998 та 2002 років отримав місце від регіонального списку округу Бекеш. Під час парламентської роботи — член Аудиторського комітету, який висував кандидатів на посаду віце-президента Державного аудиторського підрозділу. Працював у комітеті з розгляду консолідації фінансових установ, що отримав значну підтримку з боку уряду. Входив до складу органу, що займався закупівлями та продовженням будівництва автомагістралі M5.
На парламентських виборах 2006 року знову отримав підтримку за регіональним списком округу Бекеш. Входив до складу комітету з бюджету, фінансів і аудиту. На наступних виборах, у 2010 році, став членом Парламенту від Орошгази. 14 травня 2010 року обраний членом комітету з аудиту та бюджету.
1 лютого 2014 року обраний Головою Угорського державного казначейства, здавши депутатський мандат. На посаді керівника казначейства пропрацював до 2017 року.
З 1 лютого 2018 року — заступник Генерального директора Угорського експортно-імпортного банку. 
Володіє англійською та російською мовами.

## Родина
Одружений, має двох дітей.